# Life (SIAM SHADEの曲)
「Life」（ライフ）は、SIAM SHADEの14枚目のシングル。2001年4月11日にリリース。

## 解説
前作「せつなさよりも遠くへ」から丁度一年ぶりのシングル。5thシングル「PASSION」以来9作ぶりにTOP10入りはしなかった。
累計売上枚数は、約4.2万枚。

## 収録曲
全作詞・作曲・編曲：SIAM SHADE名義。
1. Life [6:10]
生死をテーマにした曲。
シングル表題曲の中では一番演奏時間が長い曲。
ベスト・アルバム『SIAM SHADE XI COMPLETE BEST 〜HEART OF ROCK〜』の収録曲を決めるファン投票で4位を記録した（シングル曲としては1位）。
ミュージック・ビデオは、メンバー未出演である。
解散前に行われた日本武道館ではBGMとして流れていたが、メンバーがステージから降りた後もファンが合唱していた。その様子は2002年に発売されたライブDVD『SIAM SHADE V8 START & STAND UP LIVE in 武道館 2002.03.10』で確認できる。これを機にその後復活ライブにおいてもBGMとして流れていたが、ファンが合唱するのが恒例となった。
2. BLUE FANG [4:10]
3. 時代だとか流行だとかよく解んねぇけど要はカッコ良けりゃそれでいいんじゃねぇの [0:07]
歌詞をそのまま曲名にしたものであり、演奏時間7秒のSIAM SHADEとしては一番演奏時間が短い曲である。
4. JUMPING JUNKIE [4:13]
『SIAM SHADE XI COMPLETE BEST 〜HEART OF ROCK〜』のファン投票で18位を記録した。

## 収録アルバム
| 曲名                                                                         | アルバム                                          | 発売日         | 備考                                                  |
| ---------------------------------------------------------------------------- | ------------------------------------------------- | -------------- | ----------------------------------------------------- |
| Life                                                                         | 『SIAM SHADE VI』                                 | 2000年7月26日  | メジャー5thオリジナル・アルバム（アルバムバージョン） |
| Life                                                                         | 『SIAM SHADE IX A-side Collection』               | 2002年3月6日   | ベスト・アルバム                                      |
| Life                                                                         | 『SIAM SHADE X 〜THE PERFECT COLLECTION〜』       | 2002年11月27日 | ボックス・セット                                      |
| Life                                                                         | 『SIAM SHADE XI COMPLETE BEST 〜HEART OF ROCK〜』 | 2007年9月26日  | ファン投票によるベスト・アルバム                      |
| BLUE FANG                                                                    | 『SIAM SHADE VIII B-side Collection』             | 2002年1月30日  | ベスト・アルバム                                      |
| BLUE FANG                                                                    | 『SIAM SHADE X 〜THE PERFECT COLLECTION〜』       | 2002年11月27日 | ボックス・セット                                      |
| 時代だとか流行だとかよく解んねぇけど要はカッコ良けりゃそれでいいんじゃねぇの | 『SIAM SHADE VIII B-side Collection』             | 2002年1月30日  | ベストアルバム                                        |
| 時代だとか流行だとかよく解んねぇけど要はカッコ良けりゃそれでいいんじゃねぇの | 『SIAM SHADE X 〜THE PERFECT COLLECTION〜』       | 2002年11月27日 | ボックス・セット                                      |
| JUMPING JUNKIE                                                               | 『SIAM SHADE VIII B-side Collection』             | 2002年1月30日  | ベスト・アルバム                                      |
| JUMPING JUNKIE                                                               | 『SIAM SHADE X 〜THE PERFECT COLLECTION〜』       | 2002年11月27日 | ボックス・セット                                      |
| JUMPING JUNKIE                                                               | 『SIAM SHADE XI COMPLETE BEST 〜HEART OF ROCK〜』 | 2007年9月26日  | ファン投票によるベスト・アルバム                      |
| JUMPING JUNKIE                                                               | 『SIAM SHADE XII 〜The Best Live Collection〜』   | 2010年10月27日 | ライブ・ベスト・アルバム                              |